# Ulisse Stacchini

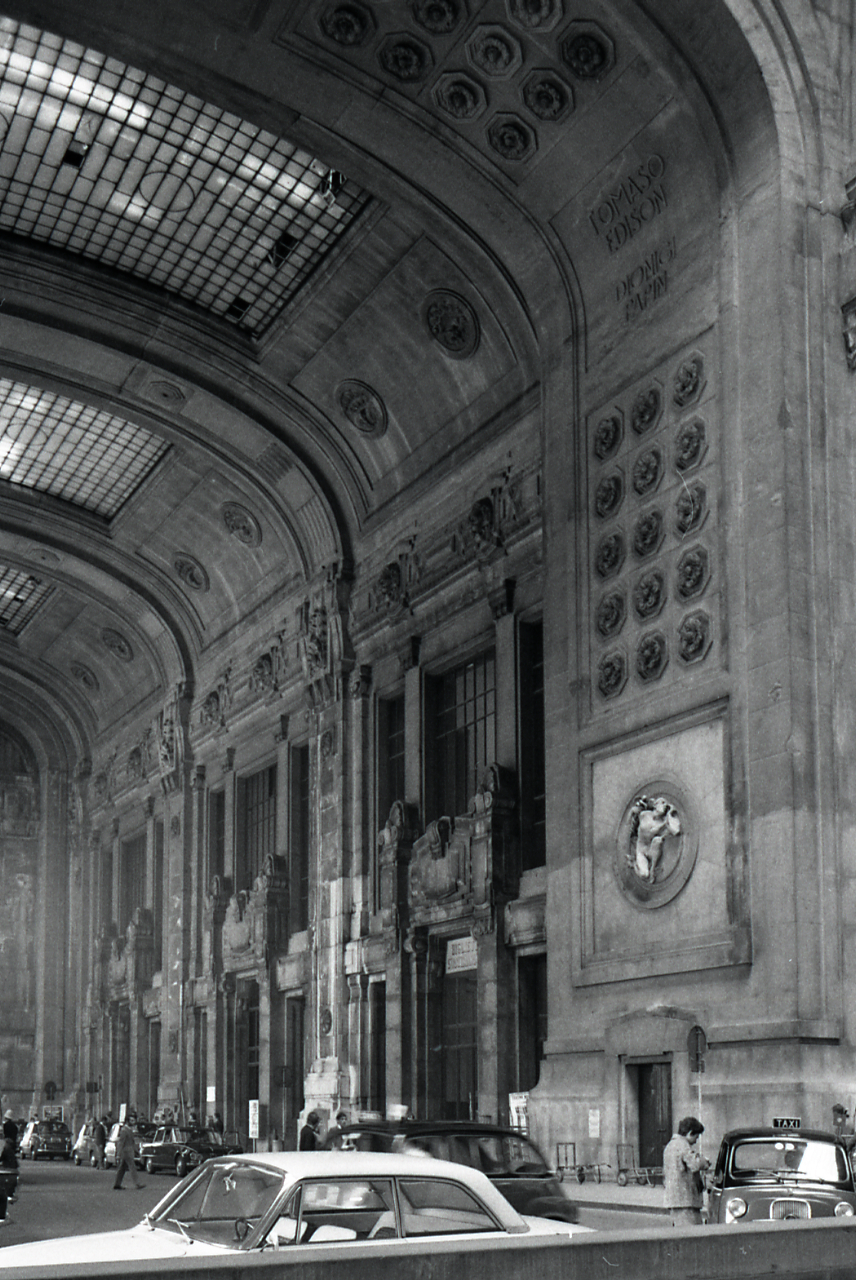
Estación Central de Milán. Foto por Paolo Monti, 1969

Ulisse Stacchini (Florencia, 3 de julio de 1871 - San Remo, 1947) fue un arquitecto italiano conocido especialmente por el diseño de la estación de ferrocarril "Milano Centrale". Otro trabajo destacado es el estadio Stadio Giuseppe Meazza de Milán. 

## Trayectoria
Después de graduarse en Roma se trasladó a Milán donde se dedicó al diseño de edificios y almacenes privados (como el famoso restaurante Savini) a partir de los cánones del Art Nouveau. Diseñó un número considerable de edificios con un lenguaje de libertad ligado a la escuela austriaca: de 1903-04 es la Casa Donzelli de via Gioberti 1, y también la Casa Cambiaghi en Via Pisacane 22 (1904), las de Motta y Prisia, en Castel Morrone 8 y 19 (1905), el interior del Banco Ambrosiano en via Clerici 2 (1906), la Casa Apostolo de via Tasso 10-12 (1906-08), la Casa Donzelli de via Revere 7 (1907-09), la sede de crédito Varesino en Porrona 6 (1908), a la que se añade la Villa Magnani Induno Olona (1903-05). 
Proyectó una serie de pabellones funerarios en el Cementerio Monumental de Milán, entre las que destacan las tumbas Beaux y Pinardi (ambas de 1904). 
A pesar de esta extensa serie de obras, el éxito le llegó cuando ganó el concurso para la Estación Central de Milán y para el Cementerio de Monza. Ambos proyectos fueron construidos entre 1925 y 1931. 
En 1915, participó en el concurso para la nueva sede de la Cassa di Risparmio en la Piazza delle Erbe en Verona. Para la misma Cassa di Risparmio hará más tarde las sedes de Brescia, Lecco, Pavía, Gavirate, Gallarate y Legnano. 
En el curso académico 1913-14 sustituyó a O. Nioretti, en cátedra de la Escuela de Arquitectura de la Politécnica. 
A raíz de recientes estudios críticos se han atribuido a Stacchini otras dos importantes obras en Milán: la casa en la via Cavallotti 5 (1914, demolida) y la de via S. Michele del Carso 24 (presumiblemente del mismo período). 
Después de la guerra participó en varios concursos importantes, pero su actividad profesional se redujo significativamente, aunque mantuvo la enseñanza en el Politecnico di Milano.